# María Vargas Fernández
María Vargas Fernández (Sanlúcar de Barrameda, Cádiz, 1 de abril de 1947), conocida como María Vargas, es una cantaora española de etnia gitana.

## Biografía
Nació en una familia gitana de gran tradición flamenca. La principal fuente de aprendizaje fue su padre, Manolo. A los nueve años se dio a conocer en Sanlúcar, el Miércoles Santo de 1956, cuando desde un balcón le cantaba una saeta a la Virgen de los Dolores. En 1959, a los doce años cantó en un homenaje de la Cátedra de Flamencología de Jerez.

### Trayectoria artística
Su revelación artística se produjo en el Teatro Villamarta de Jerez de la Frontera, en 1959. Ese año ganó el tercer premio por tientos y bulerías, en el segundo Concurso Nacional de Arte Flamenco de Córdoba.  A los quince años fue nombrada Catedrática del Cante Gitano. Cantó acompañada de su paisano, el guitarrista Manolo Sanlúcar, grabando con él un LP en el año 1970 titulado La Reina del Cante Gitano. También trabajó con el  guitarrista Paco de Lucía, con quien grabó un disco en 1973.

## Discografía
Ha grabado 22 L.P.´s. Algunos de sus trabajos discográficos publicados.
- 1967 - Cante flamenco.
- 1967 - Rumba del Tilín.
- 1968 - Fiesta con María Vargas.
- 1970 - Reina del cante gitano.
- 1971 - Copa Jerez De Cante Flamenco.
- 1973 - María Vargas y la guitarra de Paco de Lucía.
- 1990 - Ríos de primaveras.
- 1991 - El ruido de las olas.

## Premios y reconocimientos
- 1959. Tercer premio en el Concurso Nacional de Arte Flamenco de Córdoba.[13][3]
- 1962. Placa de oro Philips.[5]
- 1968. Reina gitana del cante.[14]
- 1969. Copa Jerez de la Cátedra de Flamenco.[15]
- 2009. Una calle con su nombre en su tierra natal.[16]
- 1998. Premio Nacional de Flamenco de Jerez de la Frontera.[13]
- 2019. Premio Leyenda del Flamenco.[13][2]
- 2019. Medalla de Oro al mérito de las Bellas Artes, concedida por el Consejo de Ministros.[5]